# Liste des vicomtes de Rohan
 (février 2022).
Si vous disposez d'ouvrages ou d'articles de référence ou si vous connaissez des sites web de qualité traitant du thème abordé ici, merci de compléter l'article en donnant les références utiles à sa vérifiabilité et en les liant à la section « Notes et références ».
Cet article présente la vicomté de Rohan et  liste les différents vicomtes de Rohan .

## Présentation de la vicomté de Rohan
Selon un aveu de 1471, la vicomté de Rohan était divisée en trois membres :
- La seigneurie proprement dite de Rohan, qui comprenait 46 paroisses ou trèves : Mur, Saint-Guen, Saint-Caradec, Saint-Gonnery, Croixanvec, Neulliac, Kergrist, Hémonstoir, Cléguérec (partie sud), Séglien, Malguénac, Stival, Guern, Pontivy, Noyal-Pontivy, Saint-Gérand, Gueltas, Kerfourn, Saint-Thuriau, Saint-Gouvry, Saint-Samson-sur-l'Oust, Rohan, Crédin, Pleugriffet, Réguiny, Radenac, Saint-Fiacre, Naizin, Moustoir-Remungol, Pluméliau, Bieuzy, Châteaumoix (Castennec), Melrand, Baud, Guénin, Remungol, Moréac, Locminé, Saint-Allouestre, Buléon, Bignan, Saint-Jean-Brévelay, Moustoirac, Plumelin, Camors ;
- la châtellenie de Gouarec « s'étendait sur treize paroisses ou trèves : Plouray, Mellionec, Plouguernével, Saint-Gilles, Gouarec, Plélauf, Lescouët, Penret ou Perret, Sainte-Brigitte, Silfiac, Cléguérec (partie nord), Saint-Aignan, Saint-Caradec, Trégomel. La résidence seigneuriale, dans cette châtellenie, était le château de Penret, aussi appelé le château des Salles ;
- la châtellenie de Corlay comprenait 12 paroisses ou trèves : « Corlé [Corlay] (résidence seigneuriale), Saint-Martin-des-Prés, Merléac, le Quilio, Saint-Mayeuc, Saint-Gilles-Vieux-Marché, Caurel, Laniscat, Saint-Guelven, Rosquelfen, Saint-Igeau, Plussulien »[1].

## Branche aînée de lamaison de Rohan

Armes (anciennes) des Rohan (adoptées par Geoffroy de Rohan entre 1216 et 1222).

- Alain de Porhoët dit « Alain Ier de Rohan le Noir » (1084-1147), 1er vicomte de Rohan, vicomte de Castelnoec. Fils d'Eudon Ier de Porhoët (???? – après 1092), vicomte de Porhoët et de Rennes, issu des rois de Bretagne, et d'Emma de Léon.

- Alain II de Rohan (????-1170), fils du précédent, 2e vicomte de Rohan, vicomte de Castelnoec, seigneur de Guéméné et de Guingamp.

- Alain III de Rohan (1135-1195), fils du précédent, 3e vicomte de Rohan.

- Alain IV de Rohan le Jeune (1166-1205), fils du précédent, 4e vicomte de Rohan, seigneur de Guéméné, croisé.

- Geoffroy Ier de Rohan (1190-1221), fils du précédent, 5e vicomte de Rohan.

- Olivier Ier de Rohan (après 1191-1228), frère du précédent, 6e vicomte de Rohan.

- Alain V de Rohan (avant 1205-1242), frère du précédent, 7e vicomte de Rohan.

- Alain VI de Rohan (1232-1304), fils du précédent, 8e vicomte de Rohan.

- Olivier II de Rohan (1271-1326), fils du précédent, 9e vicomte de Rohan.

- Alain VII de Rohan (vers 1308-1352), fils du précédent, 10e vicomte de Rohan.

- Jean Ier de Rohan (1324-1396), fils du précédent, 11e vicomte de Rohan, seigneur de Guéméné.

- Alain VIII de Rohan (1396-1429), fils du précédent, 12e vicomte de Rohan, vicomte de Porhoët, seigneur de Blain, de Noyon-sur-Andelle, de Pont-Saint-Pierre et de Radepont.

- Alain IX de Rohan le Grand dit « le Bâtisseur » (vers 1422-20/03/1462 à La Chèze), fils du précédent, 13e vicomte de Rohan, vicomte de Léon et de Porhoët, baron de Pontchâteau, seigneur de Blain, de Noyon-sur-Andelle, de Pont-Saint-Pierre, de Radepont et de La Garnache.

- Jean II de Rohan (16/11/1452-01/04/1516 à Blain), fils du précédent, 14e vicomte de Rohan, vicomte de Léon, comte de Porhoët, seigneur de Blain, de La Garnache et de Beauvoir-sur-Mer, conseiller et chambellan du roi Charles VIII, lieutenant général de Bretagne.

- Jacques Ier de Rohan (1478-23/10/1527 à Corlay), fils du précédent, 15e vicomte de Rohan, vicomte de Léon, comte de Porhoët.

- Anne de Rohan (1485-05/04/1529 à Blain), sœur du précédent, 16e vicomtesse de Rohan. Elle épouse le 25 septembre 1515 Pierre II de Rohan-Gié (????-1525), seigneur de Blain, de Frontenay, de La Marche et de Gié, vicomte de Carentan, son cousin issu d'issus de germains, arrière-arrière-petit-fils de Jean Ier de Rohan.

## Branche de Rohan-Giéde lamaison de Rohan

Armes (modernes) des Rohan (adoptées par Henri Ier de Rohan entre 1552 et 1575).

- René de Rohan-Gié dit « René Ier de Rohan » (1516-20/10/1552 à Metz), fils de la précédente et de Pierre II de Rohan-Gié, 17e vicomte de Rohan, prince de Léon, comte de Porhoët, marquis de Blain, seigneur de Beauvoir et de La Garnache, chevalier de l'ordre du Roi et capitaine d'une compagnie d'ordonnance.

- Henri Ier de Rohan (1535-12/06/1575), fils du précédent, 18e vicomte de Rohan, comte de Porhoët, prince du sang de Navarre.

- René II de Rohan (1550-1586), frère du précédent, 19e vicomte de Rohan, prince de Léon, vicomte de Porhoët, seigneur de Pontivy, de Blain de Ploërmel.

- Henri II de Rohan (25/08/1579 à Blain – 28/02/1638 à Genève), fils du précédent, 20e vicomte de Rohan puis 1er duc de Rohan, prince de Léon, seigneur de Blain, prince de Léon, généralissime des armées protestantes, ambassadeur de France, Colonel Général des Suisses et des Grisons. Il est mort le 13 avril 1638 à la bataille de Koenigsfeld et est inhumé dans la cathédrale de Genève.

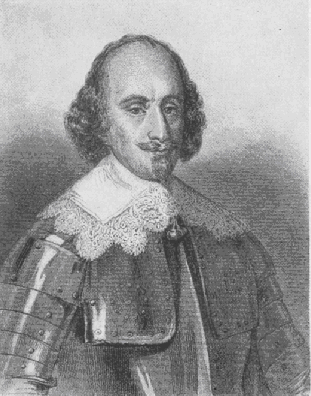
Henri II de Rohan (1579-1638)

En 1603, la vicomté de Rohan est érigée en duché, par lettres patentes du roi Henri IV. Henri II de Rohan devient donc 1er duc de Rohan.